# Rua Conde de Canavial (Funchal)
A Rua Conde de Canavial é um arruamento da cidade do Funchal, na Madeira. A sua denominação homenageia João Câmara Leme Homem de Vasconcelos, Visconde e Conde de Canavial.

## Visconde e Conde de Canavial
O 1.º Conde de Canavial nasceu no Funchal, em 22 de junho de 1829. Fez os estudos primários e secundários nesta cidade donde transitou para a Universidade de Montpellier, aí se doutorando em Medicina em 1857. Foi professor e diretor da Escola Médico-Cirúrgica do Funchal, clínico do Hospital da Santa Casa da Misericórdia, membro titular da Sociedade Médica de Emulação e da Sociedade de Cirurgia e de Medicina de Montpellier e membro correspondente de várias corporações científicas nacionais e estrangeiras, fundador e dirigente do Partido Progressista na Madeira. Em 1886, foi nomeado Governador Civil do Distrito do Funchal, depois de já ter desempenhado interinamente estas funções. Dedicou trabalhos notáveis às indústrias da Madeira com particular atenção para a cana-de-açúcar e o vinho, empreendendo inclusivamente a construção de uma fábrica de açúcar, a Fábrica de São João, com novos processos de melhor aproveitamento deste produto. Instituiu várias associações de proteção e ajuda as classes mais carenciadas da sua terra. Impulsionou a Companhia Edificadora do Teatro Funchalense e foi o fundador dos jornais A Liberdade, O Distrito do Funchal e a Luz. Publicou vários trabalhos científicos, obtendo prémios e condecorações como tributo dos seus esforços culturais, científicos e políticos. Foi agraciado com o título de Visconde e Conde de Canavial com brasão de armas por D. Luís em 1880. Faleceu no Funchal, a 13 de fevereiro de 1902.